# Oomicete
Oomicetele sunt un grup de protozoare unicelulare și filamentoase, asemănătoare cu fungi, motiv pentru care au fost incluse multă vreme în regnul Fungi. 
Prezintă multe caracteristici ale fungilor, precum absorția substanțelor în celule prin difuziune și hrănirea cu materie organică aflată în descompunere. 
Au fost identificate până în prezent în jur de 500 specii de oomicete. Acestea sunt răspândite în mediile acvatice dulci, lângă materii organice aflate in descompunere, precum și în diferite organisme-gazdă (oomicetele parazitare). 
Reproducerea se realizeaza asexuat prin zoospori, la formele acvatice, si prin conidii, la cele terestre. Conidiile se formeaza pe conidiofori, care pot fi simpli sau ramificati. Oomicetele se reproduc si sexuat, prin heterogametangiogamie.  

## Ultrastructura
La fel ca un fungi, oomicetele au o rețea de filamente celulare exterioare, miceliul.  Peretele celular al celulelor nu este alcătuit din chitină, precum la fungi, ci dintr-un amestec de compuși celulozici, hidroxiprolină și din glucan. Nucleii sunt diploizi. În interiorul celulelor, în afară de nuclei și citoplasmă, mai pot fi observate vacuole foarte mari.

## Exemple
Exemple de oomicete: Phytophthora infestans